# Gösta Gummesson
Nils Gösta Bertil Gummesson, född 23 april 1928 i Växjö, död 2 november 2012 i Kvicksund, var en svensk serieskapare.
Mest känd är Gummesson för sin serie Åsa-Nisse som publicerats i serietidningen 91:an sedan starten 1956 och som han tecknade fram till 2007. "Åsa-Nisse" kom även ut som egen serietidning 1960-2006. Han har även tecknat serier som Pellefant, Lilla Fridolf, Enok, Rock-Jocke samt Storknas och Lillknas, som också har publicerats i 91:an-tidningen.

## Utmärkelser
- Adamsonstatyetten 1976
- 91:an-stipendiet 1978